# Europastraße 606
Die Europastraße 606 (kurz: E 606) ist eine insgesamt etwa 129 Kilometer lange Europastraße des Zwischennetzes, die in Frankreich die Städte Angoulême und Bordeaux verbindet.

## Verlauf
Die Straße verläuft von Norden nach Süden und folgt dabei der Trasse der Route nationale 10. Sie beginnt in Angoulême an der Europastraße 603 und verläuft, meist mit getrennten Richtungsfahrbahnen, über Barbezieux-Saint-Hilaire, Montlieu-la-Garde und Saint-André-de-Cubzac, weiter auf der Autoroute A10, auf der die Dordogne gequert wird, und endet in Bordeaux, wo sie auf die Europastraße 70 trifft. In dem Abschnitt auf der A 10 verläuft zugleich die Europastraße 5.